# Bachot
Pour les articles homonymes, voir Wherry.

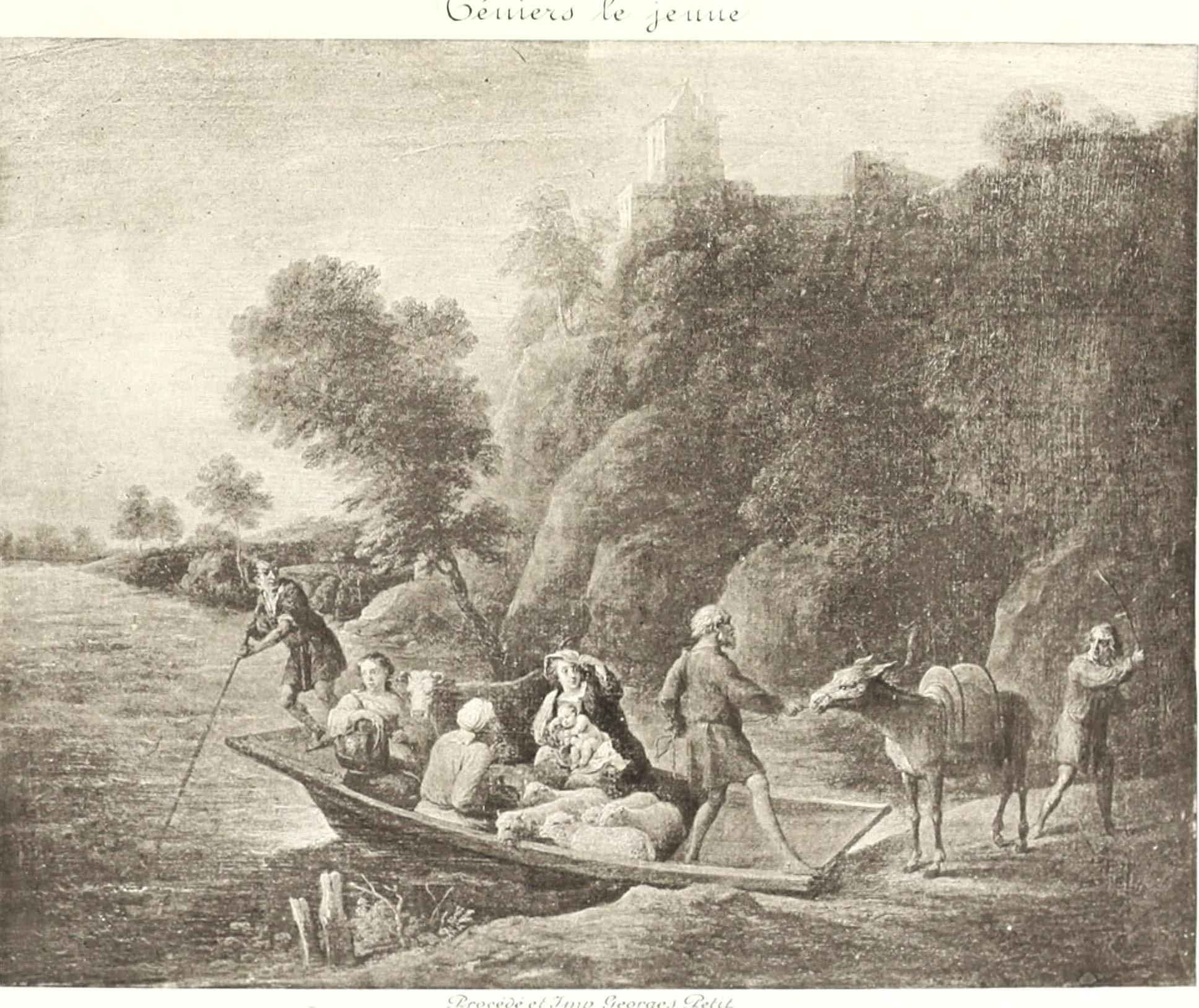
Bachot sur une illustration ancienne.

Le bachot désigne un type de petit bateau à fond plat servant à passer des bras de rivière. Ce type de bateau (en anglais wherry) était traditionnellement utilisé pour le transport de marchandises ou de passagers sur les rivières et canaux en Angleterre, et est particulièrement associé à la Tamise et aussi aux rivières de Broadland de Norfolk à Suffolk .
C'est aussi une barque de promenade en rivière, à fond plat et aux extrémités carrées, démunie de gouvernail. C'est aussi l'équivalent de l'annexe pour les mariniers. Souvent le bachot se manœuvre à la godille.

## Autre sens
Le bachot est également un mot d'argot aujourd'hui désuet désignant l'examen du baccalauréat.